# Turmalina (kommun i Brasilien, São Paulo)
Turmalina är en kommun i Brasilien.   Den ligger i delstaten São Paulo, i den södra delen av landet, 500 km sydväst om huvudstaden Brasília. Antalet invånare är 1 978. Arean är 148 kvadratkilometer.
Terrängen i Turmalina är platt.
Omgivningarna runt Turmalina är en mosaik av jordbruksmark och naturlig växtlighet. Runt Turmalina är det glesbefolkat, med 13 invånare per kvadratkilometer.